# Oscar Bossaert
Oscar Jean Bossaert (ur. 5 listopada 1887 w Brukseli – zm. 1 lutego 1956 w Koekelbergu) – belgijski piłkarz grający na pozycji obrońcy. Był reprezentantem Belgii.

## Kariera klubowa
Swoją karierę piłkarską Bossaert rozpoczął w klubie Daring Club de Bruxelles, w którym w sezonie 1905/1906 zadebiutował w pierwszej lidze belgijskiej. W sezonie 1908/1909 został z nim wicemistrzem Belgii, a w sezonie 1911/1912 wywalczył mistrzostwo kraju. W sezonie 1912/1913 grał w Racing Club de Bruxelles, a w sezonie 1913/1914 ponownie w Daring Club, z którym został mistrzem Belgii. W latach 1914–1916 grał w holenderskim DFC Dordrecht. W sezonie 1919/1920 był piłkarzem Tilleur FC, a w sezonie 1920/1921 wywalczył mistrzostwo z Daring Club. W latach 1921–1923 ponownie występował w Tilleur FC, a w sezonie 1923/1924, ostatnim w karierze, był zawodnikiem Daring Club.
| Sezon   | Klub          | Kraj     | Rozgrywki          | Mecze | Gole |
| ------- | ------------- | -------- | ------------------ | ----- | ---- |
| 1905/06 | Daring Club   | Belgia   | Division d'Honneur | 18    | 1    |
| 1906/07 | Daring Club   | Belgia   | Division d'Honneur | 18    | 3    |
| 1907/08 | Daring Club   | Belgia   | Division d'Honneur | 13    | 5    |
| 1908/09 | Daring Club   | Belgia   | Division d'Honneur | 19    | 9    |
| 1909/10 | Daring Club   | Belgia   | Division d'Honneur | 5     | 0    |
| 1910/11 | Daring Club   | Belgia   | Division d'Honneur | 21    | 0    |
| 1911/12 | Daring Club   | Belgia   | Division d'Honneur | 22    | 2    |
| 1912/13 | Racing Club   | Belgia   | Division d'Honneur | 23    | 1    |
| 1913/14 | Daring Club   | Belgia   | Division d'Honneur | 21    | 1    |
| 1914/15 | DFC Dordrecht | Holandia | Eerste Klasse West | ?     | ?    |
| 1915/16 | DFC Dordrecht | Holandia | Eerste Klasse West | ?     | ?    |
| 1919/20 | Tilleur FC    | Belgia   | Division d'Honneur | 3     | 0    |
| 1920/21 | Daring Club   | Belgia   | Division d'Honneur | 13    | 0    |
| 1921/22 | Tilleur FC    | Belgia   | Division d'Honneur | 18    | 5    |
| 1922/23 | Tilleur FC    | Belgia   | Division d'Honneur | ?     | ?    |
| 1923/24 | Daring Club   | Belgia   | Division d'Honneur | 1     | 0    |

## Kariera reprezentacyjna
W reprezentacji Belgii Bossaer zadebiutował 4 marca 1911 w przegranym 0:4 towarzyskim meczu z Anglią, rozegranym w Londynie. Od 1911 do 1913 rozegrał w kadrze narodowej rozegrał 12 meczów.